# Американська трагедія (фільм, 1931)
«Американська трагедія» (англ. «An American Tragedy») — голлівудська екранізація 1931 року однойменного роману Теодора Драйзера. У головних ролях — Філіпс Голмс, Сильвія Сидні, Френсіс Ді.

## Історія створення
Кінокомпанія «Paramount Pictures» купила за 100 тисяч доларів у Драйзера права на екранізацію і замовила сценарій Сергію Ейзенштейну. Однак згодом студія відмовилась від сценарію Ейзенштейна. Причиною стала розгорнута в Голівуді антирадянська кампанія проти режисеру. Голова організації «Hollywood Technical Director's Institute» Френк Піс (Frank Pease) розцінив підписання контракту як можливість ведення комуністичної пропаганди в США Новий сценарій написав американський автор Семюел Хофенштайн, фільм поставив режисер Джозеф фон Штернберг. Після виходу картини в 1931 році Драйзер, якому подобався початковий варіант Ейзенштейна, безуспішно подавав позов проти «Paramount Pictures». На його думку кіностудія викривила зміст роману.

## У ролях
- Філіпс Голмс — Клайд Ґріффітс
- Сильвія Сидні — Роберта Олден
- Френсіс Ді — Сондра Фінчлі
- Ірвінґ Пічел — Орвіл Месон
- Фредерік Бертон — Семюель Ґріффітс
- Клер МакДауелл — місіс Семюель Ґріффітс
- Воллес Мідлтон — Гілберт Ґріффітс
- Чарльз Мідлтон — Джефсон
- Люсіль Ла Верн — місіс Аза Ґріффітс
- Аль Гарт — Тітус Альден
- Фанні Міджлі — місіс Тітус Альден

## Місця зйомок
- Озеро Ерровхед у горах Сан-Бернардіно, штат Каліфорнія, США

## Споріднені фільми
- «Місце під сонцем» (англ. «A Place in the Sun») — фільм англійською мовою, США, 1951. Режисер — Джордж Стівенс. У головних ролях — Монтгомери Кліфт, Елізабет Тейлор, Шеллі Вінтерс.[2]
- «Місце під сонцем» (порт. «Um Lugar ao Sol») — телесеріал португальською мовою, Бразилія, 1959. Режисер — Діонісіо Асеведо. У головних ролях — Енріке Мартінз, Марлі Буено, Лаура Кардозо.[3]
- «Американська трагедія» (словац. «Americká tragédia») — телесеріал словацькою мовою, Чехословаччина, 1976. Режисер — Станіслав Парніцький. У головних ролях — Еміль Норват, Сона Валєнтова, Каміла Магалова.[4]
- «Украдена любов» (тагал. Nakaw na pag-ibig) — фільм філіппінською та тагальською мовами, Філіппіни, 1980. Режисер — Ліно Брока. У головних ролях — Філіп Сальвадор, Нора Онор, Гільда Коронель.[5]
- «Американська трагедія» (рос. «Американская трагедия») — фільм російською мовою, СРСР, 1981. Режисер — Маріонас Гедріс. У головних ролях — Гедімінас Сторпірштис, Анна Алексахіна, Айда Зара.
- «Місце під сонцем» (яп. «陽のあたる場所») — телефільм японською мовою, Японія,1982. Режисер — Масамі Рюдзі. У головних ролях — Йоміко Азума, Акіхіко Хірата, Кадзуо Кітамура.[6]
- «Матч-пойнт» (англ. Match Point) — голлівудський фільм 2005 року зі схожим сюжетом. Різниця у тому, що головний герой уникає покарання і продовжує життя у вищому світі, як і бажав. Режисер Вуді Аллен заперечує запозичення сюжету. Головні ролі виконали Джонатан Ріс-Маєрс, Скарлет Йохансон та Емілі Мортімер.